# Muna (Mikulovice)

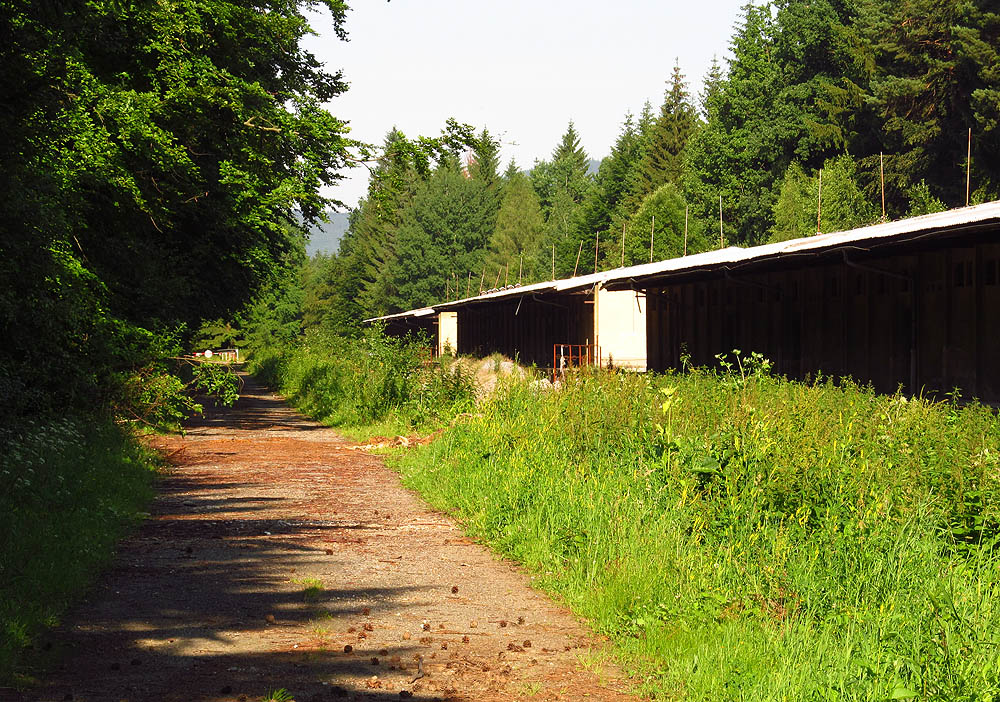
Bývalé nádraží na Muně, kam byli přiváženi váleční zajatci a ze kterého byli odsouváni sudetští Němci.

Areál Muna je bývalý zajatecký tábor z druhé světové války, továrna na výrobu munice a muniční sklad v katastru obce Mikulovice nedaleko hranice s Polskem. V současnosti je téměř zcela zalesněný areál částečně využit jako průmyslový park, částečně jako území neformálního spolku neziskových organizací Městečko neziskových organizací. Celkem se na ploše cca 200 hektarů nachází 145 budov různé velikosti a stáří, z toho významná část v dezolátním stavu nebo již zdemolovaných.

## Historie
V roce 1938 po obsazení československého pohraničí Třetí říší bylo rozhodnuto o vybudování vojenského muničního skladu a továrny v lese mezi obcí Mikulovice a osadou Salisov. První fázi výstavby Heeres-Munitionsanstalt Niklasdorf, jak byla Muna německy pojmenována, zajistili místní (nuceně nasazení) obyvatelé, posléze byli v areálu internováni britští a od roku 1941 pak především sovětští váleční zajatci. Do areálu byla přivedena cca 3 km dlouhá železniční vlečka z nedaleké stanice v Ondřejovice na trati Mikulovice - Zlaté Hory, končící za nádražím s dlouhou nákladovou rampou kolejovou smyčkou o poloměru 200 m, na které se mohly celé vlaky otáčet. V průběhu války došlo v zajateckém táboře k několika epidemiím mj. skvrnitého tyfu. Od roku 1945 byl areál po osvobození Rudou armádou používán pro shromažďování odsouvaných sudetských Němců před jejich transportem do Německa, kterých Munou prošlo až 52 000.

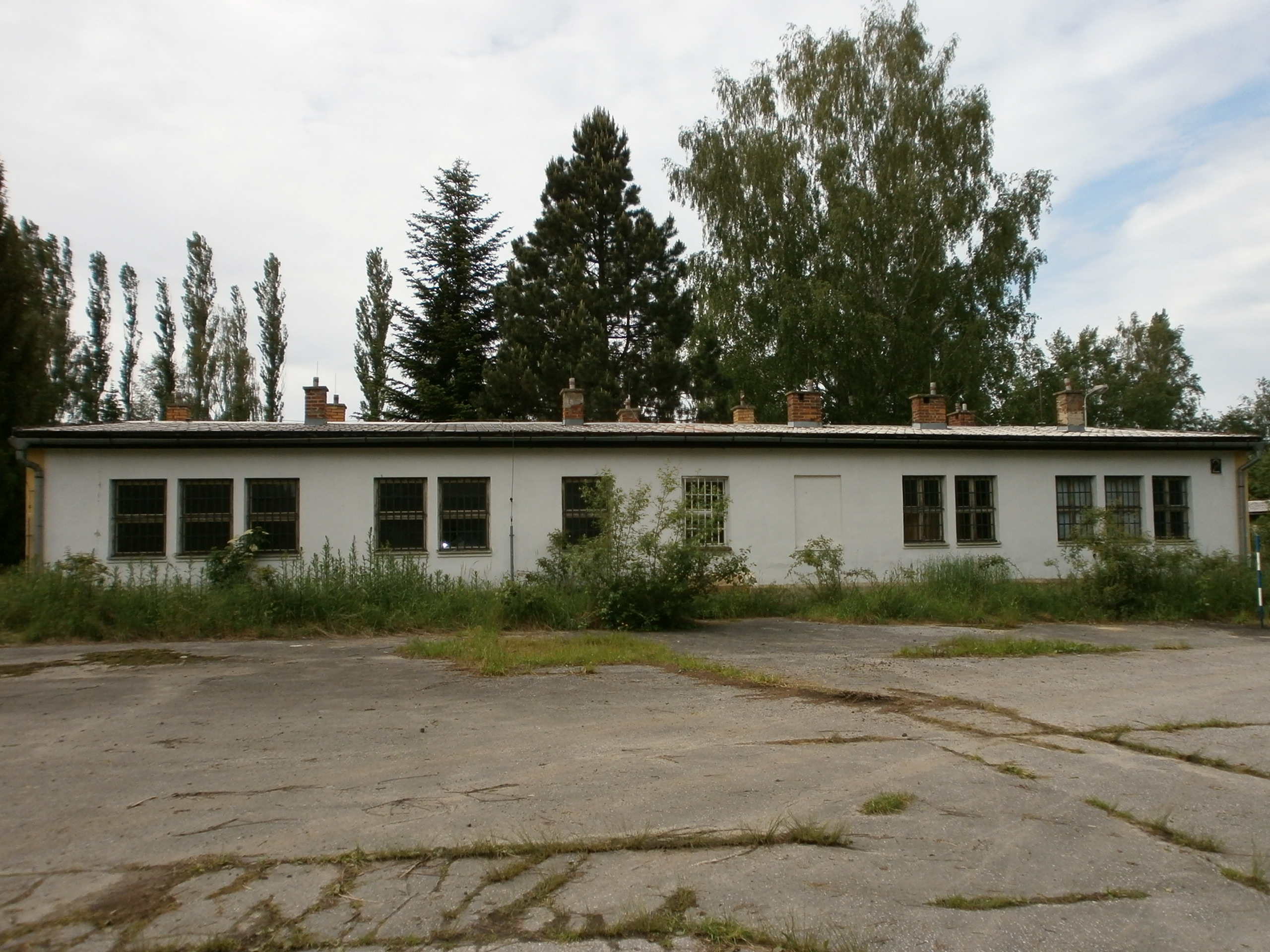
Posádka u přijezdové cesty od Mikulovic

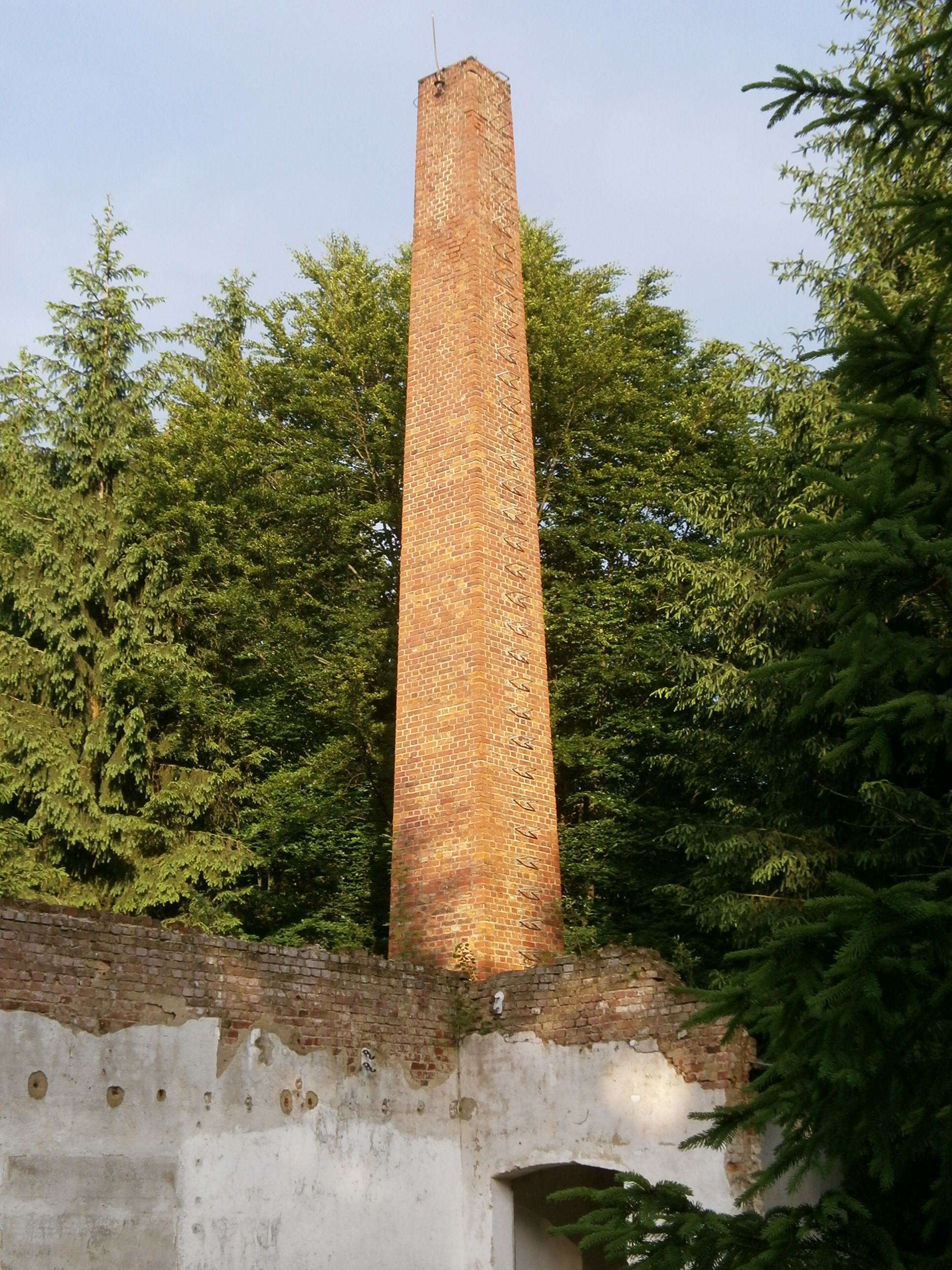
Komín v areálu Muny

V následujících letech našlo na Muně útočiště výcvikové středisko Sboru národní bezpečnosti, dělostřelecká vojenská posádka, jejímž úkolem bylo přebírat a uskladňovat trofejní (německý) a sovětský dělostřelecký materiál, ale také speciální škola pro přípravu řeckých partyzánů – agentů určených pro zpravodajskou a sabotážní činnost v řecké občanské válce. V průběhu 60. až 90. let působil na Muně vojenský útvar č. 8189 a průběžně docházelo k dostavbě dalších budov (zejm. posádka nedaleko příjezdové cesty od Mikulovic). Nejvyššího počtu budov dosáhla Muna v polovině 90. let 20. století (134 + 11 = 145 budov). Skladovány zde byly náboje do ručních zbraní, dělostřelecká a raketová munice včetně protiletadlové a veškerá podpora (materiál pro dílny sloužící údržbě, železniční přepravě apod.). V 80. letech zde probíhala likvidace nosičů jaderných zbraní podle smlouvy SALT II (pouze automobilní technika, tedy odpalovací zařízení, nabíjecí přepravníky apod.). Areál byl obehnán dvojitým plotem s vysokonapěťovým ohradníkem, který však nebyl nikdy spuštěn a řadu jeho pozůstatků lze na hranici areálu nalézt dodnes.
V roce 2005 byly veškeré aktivity armády v areálu Muny ukončeny a objekt přešel do majetku obce Mikulovice. Severní část (hustěji zastavěná a situovaná blíže k centru obce) je dnes částečně využita jako průmyslová zóna, jižní (odlehlejší část) využívá převážně Městečko neziskových organizací. Část budov byla odprodána dalším soukromým majitelům, některé byly zbourány a použity jako zdroj stavebního materiálu.

## Městečko neziskových organizací
V roce 2011 bylo z iniciativy Hnutí Brontosaurus Jeseníky založeno neformální sdružení Městečko neziskových organizací, jehož členy mohou být neziskové organizace, které v areálu vlastní a udržují některou z budov. Počet členů Městečka neziskových organizací stále roste, v současnosti v jeho rámci působí:
- Česká debatní společnost
- Česká tábornická unie – T. O. Kamarádi Šumperk
- Hnutí Brontosaurus – Regionální centrum Jeseníky
- Junák - český skaut – středisko Havířov
- Lakros klub Kroměříž
- Royal Rangers – 36. přední hlídka Opava
- Sdružení přátel Jaroslava Foglara
- TJ Jiskra Jeseník

### Festival na Muně
V letech 2010–2012 pořádalo hnutí Brontosaurus ve spolupráci se členskými spolky Městečka neziskových organizací tři ročníky Festivalu na Muně – prvního lesního festivalu v ČR. Účast dosahovala řádově několika set osob. Pro rok 2013 byl festival zrušen.